# Juan Gómez Guillamón
Juan Gómez-Guillamón Guillamón (Ricote, 12 de julio de 1907 – Málaga, ?) fue un ingeniero militar español que luchó a favor de la Segunda República en la guerra civil española, ocupando puestos relevantes en el Ejército. Partió como exiliado hacia Argentina en 1939, donde se convirtió en escritor y empresario.

## Trayectoria
Su madre se llamaba Vinelia y su padre Antonio, que fue maestro. Tuvo como hermanos a Félix, Teresa, Antonio, Socorro y Luis (fallecido con siete meses). Dos de sus hermanos fueron también ingenieros militares. En concreto, Félix fue general y gobernador militar de Sevilla en 1962, así como  geógrafo y especialista en aerostación durante la dictadura de Francisco Franco. Perteneció a la promoción 110 de la Academia de Artillería e Ingenieros (Agrupación de Ingenieros) y, al terminar los estudios de ingeniería en la academia militar, pasó a la vida militar activa.
En 1926, Gómez fue nombrado alférez de ingenieros. Cuatro años después, en 1930, se le destinó del 2.° Regimiento de Zapadores Minadores a la Brigada Topográfica de Ingenieros como teniente, y en 1932, del Regimiento de Zapadores Minadores a la Jefatura de Servicios y Comandancia de la plaza marítima de Cartagena. Fue destinado como teniente al Parque Central de Automóviles en 1933. Pasó de capitán profesional a mayor de ingenieros en 1936. En 1937, fue confirmado en el Grupo de Alumbrado e Iluminación de plantilla como capitán (Brigadas de Albacete). Como recompensa por su distinguida actuación en operaciones de guerra desde el inicio de la campaña, recibió el ascenso de capitán profesional a mayor de Ingenieros en 1938, y fue confirmado también en ese año en su destino como Jefe del Grupo de Alumbrado e Iluminación.
Gómez estuvo presente en destacados acontecimientos que marcaron el curso de la guerra civil española. En 18 de julio de 1936, cuando se produjo el Golpe de Estado contra el gobierno de la Segunda República, estaba destinado a la Escuela de Automovilismo del Ejército de Madrid. Ese año, como teniente de ingenieros del Grupo de Alumbrado e Iluminación se mantuvo leal a la República durante el Asalto al Cuartel de la Montaña en Madrid, uno de los primeros conatos de levantamiento fascista. Y durante el asedio del Alcázar de Toledo, en el mismo año, también se encontró al mando de dicho grupo en su vigilancia del campo del Alcázar, donde se incorporó el 20 de agosto. También fue capitán del Arma de Ingenieros en las brigadas de Albacete hasta el 10 de febrero de 1937, cuando fue confirmada su pertenencia en plantilla al Grupo de Alumbrado e Iluminación por Orden del Ministerio del Ejército con sede en Valencia. Esta ciudad fue capital de la República desde 7 de noviembre de 1936 hasta el 6 de octubre de 1937, cuando pasó a Barcelona. En junio de 1938, Gómez fue ascendido de capitán profesional del Arma de Ingenieros a mayor de ingenieros.
Permaneció con el Ejército Republicano en Madrid, Valencia y Barcelona, de donde salió hacia el exilio en 1939. Primero estuvo en Francia, donde partió desde el puerto de Burdeos en el buque Aurigny rumbo a Buenos Aires (Argentina), donde llegó el 16 de diciembre de 1939. El procedimiento judicial incoado por la Justicia Militar se encuentra en el Archivo General e Histórico de Defensa. En 1941, fue declarado en rebeldía por el Juzgado Militar Eventual n.º 26 de Madrid al no comparecer para prestar declaración por haber prestado servicio en el Cuartel de la Montaña.
En el exilio, Gómez se instaló primero en Uruguay y, luego, en Argentina, donde frecuentó los círculos de intelectuales, fue escritor y se dedicó a los negocios. Entre sus libros destaca Defensa Pasiva. Tras su larga estancia en Argentina, se trasladó a vivir a Uruguay. En la década de 1960, retornó del exilio para vivir en España, concretamente en Málaga, donde falleció.